# Chrysler 50
Der Chrysler Serie 50 war ein PKW der unteren Mittelklasse, den Chrysler in Detroit im Modelljahr 1927 herstellte. Er ersetzte das Modell F-58.
Der Wagen hatte einen seitengesteuerten Vierzylinder-Reihenmotor, wie sein Vorgänger, jedoch mit auf 2.790 cm³ verkleinertem Hubraum, der unverändert 38 bhp (28 kW) leistete. Über eine Einscheiben-Trockenkupplung und ein Dreiganggetriebe mit Mittelschaltung wurden die Hinterräder angetrieben. Serienmäßig waren nur die Hinterräder mit seilzugbetätigten Bremsen versehen; Bremsen für alle vier Räder mit hydraulischer Betätigung waren gegen Aufpreis zu bekommen. Es wurden sieben verschiedene Karosserien angeboten, die denen des Vorgängermodells ähnlich sahen (nur das Fahrgestell war um 3" (= 76 mm) verkürzt worden).
1928 hieß das Modell Chrysler Serie 52, ohne dass große Veränderungen vorgenommen worden wären. Die Motorleistung stieg auf 45 bhp (33 kW).
Von der Serie 50 entstanden 82.412 Exemplare, die Serie 52 wurde 76.857 mal gebaut. Im Modelljahr 1929 gab Chrysler die Produktion von Vierzylindermodellen auf. Die Konstruktion erbte das neu gegründete Tochterunternehmen Plymouth, die den Wagen als Modell Q herausbrachte.

## Quelle
- Beverly R. Kimes, Henry A. Clark: Standard Catalog of American Cars 1805–1942. Krause Publications, Iola 1985, ISBN 0-87341-045-9.